# Маршал (Илиноис)
Маршал (енгл. Marshall) град је у америчкој савезној држави Илиноис. По попису становништва из 2010. у њему је живело 3.933 становника.

## Демографија
Према попису становништва из 2010. у граду је живело 3.933 становника, што је 162 (4,3%) становника више него 2000. године.
| Група             | 2000.         | 2010.         |
| Белци             | 3.700 (98,1%) | 3.840 (97,6%) |
| Афроамериканци    | 11 (0,3%)     | 6 (0,2%)      |
| Азијати           | 6 (0,2%)      | 19 (0,5%)     |
| Хиспаноамериканци | 18 (0,5%)     | 47 (1,2%)     |
| Укупно            | 3.771         | 3.933         |